# Киселёв, Александр Алексеевич (художник)
Александр Алексеевич Киселёв (1855 — не ранее 1918) — русский художник; живописец, график, художник декоративно-прикладного искусства.

## Биография
Происходил из мещан. Родился 2 (14) августа 1855 года в Сергиевом Посаде.
Первоначальные живописные навыки получил в 1870-х годах в иконописной мастерской Троице-Сергиевой лавры. Затем учился в МУЖВЗ (до 1882), затем — в Академии художеств (1882–1885), в классе исторической живописи у П. П. Чистякова. За период учебы получил все существовавшие награды: в МУЖВЗ — две малых серебряных медали; в ИАХ — в 1883 году две больших серебряных и большую поощрительную медали, в 1884 году малую золотую медаль за программу «Аполлон и раненый Гиацинт» и, наконец, в 1885 году большую золотую медаль за картину «Овчая купель». Окончил курс со званием классного художника 1-й степени и правом пенсионерской поездки за границу сроком на четыре года.
В 1886–1890 годах — пенсионер ИАХ в Италии; побывал также в Париже, Берлине, Кёльне. В 1890 году «за искусство и отличные познания в исторической живописи» был удостоен звания академика. В январе 1891 года был назначен на должность сверхштатного адъюнкт-профессора ИАХ, но в должность не вступил в связи с отъездом в декабре 1890 года в Москву. В 1895 году получил от ИАХ свидетельство на право преподавания рисования и черчения в средних учебных заведениях.
В конце 1880-х годов сблизился с Е. Г. и С. И. Мамонтовыми и с 1890 года был участником Абрамцевского художественного кружка. Писал пейзажи Абрамцево и его окрестностей, интерьеры усадебного дома, портреты хозяев и гостей усадьбы, работал в Абрамцевской керамической мастерской.
В 1899 году сопровождал В. Д. Поленова в путешествии по Востоку, посетил Константинополь, Пирей, Александрию, Каир, Иерусалим. В 1901 году вместе с М. А. Волошиным приехал в Париж и в том же году вместе с ним и Е. С. Кругликовой предпринял путешествие через Пиренейский перевал в Испанию Возвратился в Париж и жил там до 1903 года.
С 1904 года жил в Санкт-Петербурге. Работал в области станковой и монументальной живописи; создавал композиции на исторические и евангельские сюжеты, писал пейзажи, портреты, картины жанрового содержания. В 1911—1912 годах участвовал в росписи храма Св. Александра Невского в Софии. 
Его участие в выставках началось ещё в МУЖВЗ, на ученической выставке 1880 года. Экспонировал свои работы на выставках в залах ИАХ (1886–1918, с перерывами), Московского общества любителей художеств (1894–1913, с перерывами), Товарищества передвижных художественных выставок (1898–1900), Московского товарищества художников (1899, 1903), выставке художественной индустрии в галерее Лемерсье в Москве (1915–1916) и других.
О времени и месте смерти сведений не имеется.